# 嫁がず、出もどり、小姑
『嫁がず、出もどり、小姑』（いかずでもどりこじゅうとめ）は、1981年10月12日から1982年3月22日までフジテレビ系列で放送されたテレビドラマ。放送時間は毎週月曜20:00 - 20:54（JST）。

## 内容
東京・浅草の合羽橋問屋街にある室内装飾店「ふるやま」の一家を中心にして描かれた。この一家は父・軍内と長男とその嫁と四姉妹から成り、店を切り盛りしているのは次女の伊都子。三女の八重子は離婚して家に出戻り、四女の麻美は大学生で、心配性だが健気な性格。長男の雄大とその妻・里子も一緒に暮らしていた。長女の美春は父の金三百万円を持ち出して家を出て、キャバレーなどで歌うドサ回りの歌手をしていたが、ある日美春は、バンドマン風の男・純を連れて浅草へ帰って来た。

## 出演者
- 古山里子：音無美紀子
32歳。夫の父・軍内の希望で夫の実家に入る。美春ら姉妹の小姑たちの和を図りながら、一家を支える。
- 古山雄大：児玉清
40歳。里子とは恋愛結婚。大企業のサラリーマンだったが、軍内の希望で、悩んだ末会社を辞職して家を継ぎ「ふるやま」の社長に。しかし実行力に欠ける一面も。
- 古山美春：中尾ミエ
長女。ドサ回りで歌手をしていたが、実家に戻って来ている。男勝りだが男に弱く、見栄っ張りだが人情的な性格。実は美春だけ異母姉であるが、そのことを本人は知らない。
- 古山伊都子：木内みどり
31歳。美術学校の出身で、インテリアデザイナーとして「ふるやま」を支える。喋りもやることも達者だが、男に縁が無い。純に惚れている。
- 古山八重子：中田喜子
28歳。4年前に喬一と結婚したが、離婚して実家に出戻る。性格はおっとり、自己主張もあまりせず、家の中の事にも関心を持たない。
- 古山麻美：紺野美紗子
22歳。私立大学4年生。古山家の中で最もまともな娘と言われる。卒業を前にして進路で悩んでいる。姉たちの争いに同程度で臨み、姉たちも一目置くほどの判断力を持つ。
- 古山軍内：内田朝雄
65歳、父親で経師屋。職人気質で頑固だが人情にもろい。しかし3年前に妻・靖江を亡くしてからは、雄大や娘たちに押されるように奥の間に入って細々と経師の仕事を続ける。
- 駒子：草笛光子
- 大月純：小野寺昭
29歳。美春に連れられて来た形で古山家に居候し、伊都子の仕事を手伝っている。新進画家として注目されたことがあったが盗作騒動に巻き込まれ、以後絵を描くことは無くなっている。これ以外の過去も謎に包まれている。
- 明日香喬一：山城新伍
40歳、仏具屋「翠雲堂」の主人。雄大の友人。八重子とは喧嘩が元で離婚したが、以後も悠々と古山家に出入りしている。いまだ八重子に未練を持っており、里子を「お義姉さん」、軍内を「お義父さん」と呼んでいる。
- 佐伯六郎（美春の付き人）：コロッケ
- 香川安子：塩沢とき
- 円城寺絹代：南田洋子
46歳、軍内の妹。医者と結婚して東京の山の手地域に住んでいるが、雄大、美春ら兄妹のことにいつも心配を持ち、頻繁に古山家に来てはその世話を焼いている。一方で軍内の後妻探しにも奔走している。
- 古山則子（孫）：山内純
- 臼田トク：初井言榮
- 臼田久作（トクの息子）：柳原ハルヲ
- 野口：神山繁
- 清三：谷啓
- フミ子：東啓子
- 野田達（おもちゃ屋）：龍虎
ほか

（出典：）

## スタッフ
- 企画：重村一、前田和也
- プロデューサー：渋谷幹雄
- 脚本：高橋玄洋
- 演出：福本義人、若松節朗
- 音楽：樋口康雄
- 制作：テレパック、フジテレビ

## 主題歌
「過ぎてきた河」
- 作詞：伊藤アキラ／作曲：樋口康雄／歌：大橋純子

## サブタイトル
| 話数 | 放送日          | サブタイトル             | 演出     |
| ---- | --------------- | ------------------------ | -------- |
| 1    | 1981年 10月12日 | （サブタイトル無し）     | 福本義人 |
| 2    | 10月19日        | （サブタイトル無し）     | 福本義人 |
| 3    | 10月26日        | （サブタイトル無し）     | 福本義人 |
| 4    | 11月2日         | （サブタイトル無し）     | 福本義人 |
| 5    | 11月9日         | （サブタイトル無し）     | 若松節朗 |
| 6    | 11月23日        | （サブタイトル無し）     | 若松節朗 |
| 7    | 11月30日        | （サブタイトル無し）     | 福本義人 |
| 8    | 12月7日         | （サブタイトル無し）     | 若松節朗 |
| 9    | 12月14日        | （サブタイトル無し）     | 若松節朗 |
| 10   | 12月21日        | もう我慢できない         | 福本義人 |
| 11   | 12月28日        | 里子広島へ帰る           | 福本義人 |
| 12   | 1982年 1月4日   | 年の始めの大波乱         | 若松節朗 |
| 13   | 1月11日         | 誰にも言えない出生の秘密 | 若松節朗 |
| 14   | 1月18日         | 意外な母の出現!          | 福本義人 |
| 15   | 1月25日         | 危険な男ともだち         | 福本義人 |
| 16   | 2月1日          | いま再会! 母と娘         | 若松節朗 |
| 17   | 2月8日          | 愛の明暗ふたすじ         | 福本義人 |
| 18   | 2月15日         | 恋の行方は大混線         | 若松節朗 |
| 19   | 2月22日         | 成功、愛の橋渡し         | 福本義人 |
| 20   | 3月1日          | 意外な婚約宣言           | 若松節朗 |
| 21   | 3月8日          | 嫁ぎ先は田園調布         | 福本義人 |
| 22   | 3月15日         | 遅すぎた愛の告白         | 若松節朗 |
| 23   | 3月22日         | 再び春                   | 福本義人 |